# Saison 2012 du Shimizu S-Pulse
Maillots
Dernière mise à jour : 2 octobre 2012.
Chronologie
Saison précédente Saison suivante
La saison 2012 du Shimizu S-Pulse est la 20e saison consécutive du club en première division du championnat du Japon.